# کینبال
کینبال (به انگلیسی:Kin-ball و Omnikin) یک بازی گروهیست که در سال ۱۹۸۶ در کبک کانادا توسط ماریو دمرس، یک استاد تربیت بدنی ابداع شد. فدراسیون بین‌المللی کینبال ۳٫۸ میلیون عضو دارد که عمدتاً از کانادا، ایالات متحده آمریکا، ژاپن، بلژیک، فرانسه، سوئیس، اسپانیا، آلمان، دانمارک و مالزی هستند.